# Perdita dasylirii
Perdita dasylirii är en biart som beskrevs av Cockerell 1907. Perdita dasylirii ingår i släktet Perdita och familjen grävbin. Inga underarter finns listade i Catalogue of Life.